# Lanový vazák

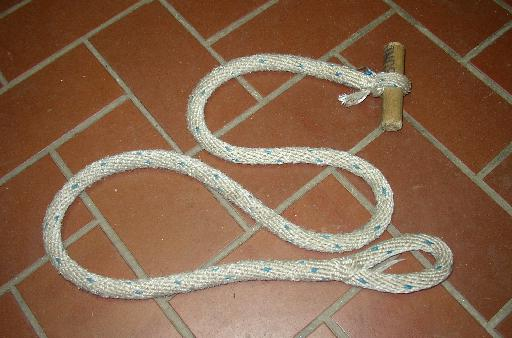
Lanový vazák

Lanový vazák (lidově vázačka) je konopné nebo silonové lano o průměru do 25 mm, dlouhé až 7 m. Tento přípravek je obdobou vázacího popruhu, který má ale plochý tvar.

## Popis a použití
Lanový vazák má na jednom konci zaplétané oko, na druhém konci může být lano zašpičatělé nebo opatřené kolíkem, aby šlo snadno prostrčit smyčkou. Nosnost vazačky je 350 až 500 kg.
Použití je ve všech oborech, kde se manipuluje s břemeny. Vázačka je i součástí výzbroje hasičů a záchranářů.
- Tesařství: vytahování trámů na střechu, vázání tzv. tesařským uzlem.

- Kamenictví: vytahování kamenných kvádrů na lešení; s tím se vážou i bezpečnostní předpisy, které uvádějí, že kámen může z ocelového lana vyklouznout. Ocelové lano je totiž tuhé a má-li kamenný kvádr např. jen 50 kg, nedojde k dostatečnému obemknutí břemene. Vázačka naproti tomu je vláčná (měkká) a břemeno bezpečně obemkne.

- Montáže ocelových konstrukcí: vázačkou se vytahují lehčí kusy ocelových profilů, např.trubky, pásovina.

- Vázačka se použije všude tam, kde by ocelové lano dopravovaný předmět poškodilo, např. karoserie auta, kamenná socha, nábytek.

- Vázačka, jako všechny vázací prostředky, podléhá přísným bezpečnostním předpisům. Smí se používat, jen je-li výrobcem atestovaná, a má vedle oka kovovou atestovou známku. Na pracovišti se vede evidenční kniha vázacích prostředků, kdy byl prostředek dodán, jeho dodavatel, atestový list jako příloha, atd.
- Lanový vazák může být také název pro ocelové lano se zapletenými nebo zalisovanými oky pro použití jako vázací prostředky k jeřábu nebo vyprošťování. Délka je běžně do 10 m, na přání se dodává i jiná. Nosnost se liší dle průměru lana, ale bývá zpravidla do 80 tun (průměr lana je až 92 mm).